# Хмельницька обласна державна адміністрація

Хмельницька облдержадміністрація

Хмельницька обласна державна адміністрація — місцева державна адміністрація Хмельницької області.
У зв'язку з широкомасштабним вторгненням Росії 24 лютого 2022 року набула статусу військової адміністрації.

## Історія

### Голови
1. Гусельников Євген Якович — представник президента у Хмельницькій області — 31 березня 1992 — 28 червня 1994, липень 1995 — 9 вересня 1998
2. Лундишев Віктор Миколайович — 9 вересня 1998 — 12 липня 2004
3. Коцемир Віктор Францович — 12 липня 2004 — 21 січня 2005
4. Олуйко Віталій Миколайович — 4 лютого — 14 лютого 2005
5. Гладуняк Іван Васильович — 4 березня 2005 — 27 липня 2006
6. Буханевич Олександр Миколайович — 27 липня 2006 — 9 листопада 2007
7. Гавчук Іван Карлович — 9 листопада — 10 грудня 2007 в.о., 10 грудня 2007 — 18 березня 2010
8. Ядуха Василь Степанович — 18 березня 2010 — 7 березня 2014
9. Прус Леонід Іванович — 15 березня — 22 вересня 2014
10. Симчишин Олександр Сергійович — 25 вересня 2014 — 6 березня 2015 в.о.
11. Загородний Михайло Васильович — 6 березня — 18 грудня 2015
12. Процюк Василь Васильович — 18 грудня 2015 — 28 квітня 2016 в.о.
13. Корнійчук Олександр Олександрович — 28 квітня 2016 — 18 травня 2018
14. Лозовий Вадим Миколайович — 19 травня 2018 — 11 червня 2019[3]
15. Кальніченко Володимир Ілліч — в.о., 11 червня — 21 листопада 2019[4][5]
16. Габінет Дмитро Анатолійович — 21 листопада 2019[6] — 24 листопада 2020[7]
17. Примуш Роман Борисович — в.о. 24 листопада 2020[8] — 3 грудня 2020[9]
18. Гамалій Сергій В'ячеславович — 3 грудня 2020 — 15 березня 2023[10][11]
19. Тюрін Сергій Григорович — (в. о. з 16 березня 2023, з 2 травня 2024 - голова[12])

## Структура
- Головне управління агропромислового розвитку
- Головне управління праці та соціального захисту населення
- Головне управління економіки
- Головне фінансове управління
- Головне управління промисловості та розвитку інфраструктури
- Управління житлово-комунального господарства
- Управління освіти і науки
- Управління регіонального розвитку, містобудування, архітектури та будівництва
- Управління з питань надзвичайних ситуацій та у справах захисту населення від наслідків Чорнобильської катастрофи
- Управління охорони здоров'я
- Управління культури і туризму, і курортів
- Управління у справах сім'ї, молоді та спорту
- Управління з питань внутрішньої політики
- Інспекція державного технічного нагляду
- Служба у справах дітей
- Інспекція якості та формування ресурсів сільськогосподарської продукції
- Державний архів області
- Управління капітального будівництва

## Керівництво
- Голова ОДА — Тюрін Сергій Григорович
- Заступники голови — Юр'єв Володимир Васильович, Ткачук Сергій Петрович, Білик Володимир Якимович, Андрейчик Оксана Любомирівна
- Керівник апарату ОДА — Вжешневська Оксана Миколаївна

## Прийом громадян
Прийом громадян проводиться за адресою: м. Хмельницький, Майдан Незалежності, будинок рад.

### Графік прийому громадян
| Посада                                                   | Час прийому                   |
| -------------------------------------------------------- | ----------------------------- |
| Голова обласної державної адміністрації                  | перший і третій понеділки     |
| Перший заступник голови обласної державної адміністрації | перша і третя п'ятниця        |
| Заступник голови обласної державної адміністрації        | другий і четвертий четвер     |
| Заступник голови обласної державної адміністрації        | перший четвер, друга п'ятниця |
| Заступник голови обласної державної адміністрації        | перший і четвертий вівторок   |
| Керівник апарату обласної державної адміністрації        | друга і четверта середа       |

## Основні завдання
- Основні завдання та нормативно-правові засади діяльності Хмельницької обласної державної адміністрації